# Trichodillidium malickyi
Trichodillidium malickyi là một loài chân đều trong họ Armadillidiidae. Loài này được Schmalfuss miêu tả khoa học năm 1989.